# Ishigaki (Okinawa)
Ishigaki (石垣市 Ishigaki-shi?, okinawense: Ishigachi) es una ciudad en la Prefectura de Okinawa, Japón, esta incluye la isla Ishigaki y el territorio en disputa con China y Taiwán, las Islas Senkaku. La ciudad es el centro político, cultural, y económico de las Islas Yaeyama.
Hasta diciembre de 2012, la ciudad tiene una población estimada de 48 816 y una densidad de población de 213 personas por km². El área total es 29 km².

## Historia
Ishigaki fue fundada originalmente como Yaeyama en 1908, una fusión entre los Magiris (distritos) de Ishigaki, Ohama y Miyara. En 1914 pasó a llamarse Ishigaki, y creció hasta convertirse en la Villa de Ishigaki en 1926. Ishigaki fue elevada a la categoría de ciudad el 10 de julio de 1947.

## Geografía
La ciudad está en la isla homónima que está rodeada por arrecifes de coral. El punto más alto en es el monte Omotodake de 526 metros.
La ciudad de Ishigaki ocupa la totalidad de la isla de Ishigaki 222 km² (85,7 mi²). La isla está rodeada de arrecifes de coral. El punto más alto de la isla de Ishigaki es Omotodake (525,5 m).

## Clima
Ishigaki tiene un clima de selva tropical con veranos muy tibios e inviernos suaves. La precipitación es abundante durante el año; el mes más lluvioso es agosto mientras el mes más seco es diciembre.
| Parámetros climáticos promedio de Ishigaki | Parámetros climáticos promedio de Ishigaki | Parámetros climáticos promedio de Ishigaki | Parámetros climáticos promedio de Ishigaki | Parámetros climáticos promedio de Ishigaki | Parámetros climáticos promedio de Ishigaki | Parámetros climáticos promedio de Ishigaki | Parámetros climáticos promedio de Ishigaki | Parámetros climáticos promedio de Ishigaki | Parámetros climáticos promedio de Ishigaki | Parámetros climáticos promedio de Ishigaki | Parámetros climáticos promedio de Ishigaki | Parámetros climáticos promedio de Ishigaki | Parámetros climáticos promedio de Ishigaki |
| Mes                                        | Ene.                                       | Feb.                                       | Mar.                                       | Abr.                                       | May.                                       | Jun.                                       | Jul.                                       | Ago.                                       | Sep.                                       | Oct.                                       | Nov.                                       | Dic.                                       | Anual                                      |
| ------------------------------------------ | ------------------------------------------ | ------------------------------------------ | ------------------------------------------ | ------------------------------------------ | ------------------------------------------ | ------------------------------------------ | ------------------------------------------ | ------------------------------------------ | ------------------------------------------ | ------------------------------------------ | ------------------------------------------ | ------------------------------------------ | ------------------------------------------ |
| Temp. máx. media (°C)                      | 21.2                                       | 21.6                                       | 23.5                                       | 25.8                                       | 28.3                                       | 30.4                                       | 32.0                                       | 31.8                                       | 30.7                                       | 28.7                                       | 25.8                                       | 22.7                                       | 26.9                                       |
| Temp. media (°C)                           | 18.6                                       | 19.1                                       | 20.8                                       | 23.3                                       | 25.7                                       | 28.0                                       | 29.5                                       | 29.2                                       | 27.9                                       | 25.9                                       | 23.2                                       | 20.1                                       | 24.3                                       |
| Temp. mín. media (°C)                      | 16.5                                       | 16.9                                       | 18.5                                       | 21.2                                       | 23.6                                       | 26.1                                       | 27.6                                       | 27.1                                       | 25.8                                       | 23.7                                       | 21.1                                       | 18.0                                       | 22.2                                       |
| Precipitación total (mm)                   | 130.6                                      | 139.4                                      | 131.5                                      | 155.1                                      | 206.6                                      | 206.6                                      | 130.4                                      | 261.6                                      | 257.7                                      | 204.5                                      | 156.5                                      | 126.3                                      | 2106.8                                     |
| Horas de sol                               | 85.9                                       | 82.1                                       | 112.0                                      | 125.3                                      | 162.3                                      | 208.7                                      | 264.5                                      | 235.2                                      | 193.6                                      | 158.4                                      | 115.8                                      | 100.7                                      | 1844.5                                     |
| Humedad relativa (%)                       | 72                                         | 74                                         | 76                                         | 78                                         | 79                                         | 81                                         | 77                                         | 77                                         | 76                                         | 73                                         | 72                                         | 69                                         | 75.3                                       |
| Fuente: JMA (1981-2010)                    |                                            |                                            |                                            |                                            |                                            |                                            |                                            |                                            |                                            |                                            |                                            |                                            |                                            |

## Economía
Los productos que se dan en la región es la caña de azúcar y las piñas. Debido a su geografía de montañas y zona costera el turismo es también una parte importante de la economía local.
También crían carne de ternera.

## Lugares de interés
La ciudad de Ishigaki tiene varios lugares de interés turístico.
Gongen Do es un santuario sintoísta cercano al centro de la ciudad de Ishigaki que fue fundado en 1614. El santuario fue destruido durante una inundación en 1771. Los edificios actuales datan de 1787. El edificio vecino es Torin Ji, un templo budista fundado también en 1614. Alberga varias estatuas que datan de 1737 y que posiblemente representan a los dioses tutelares de la isla de Ishigaki.
Cerca está Miyaradunchi, un edificio residencial que data de 1819. Su arquitectura, con un tejado a cuatro aguas de tejas rojas, es similar a las casas de los samuráis del Japón continental, pero nunca ha habido samuráis en las islas Yaeyama.
El Museo de las Islas Yaeyama, Shiritsu Yaeyama Hakubutsukan, está en la calle principal del centro de la ciudad de Ishigaki. Se pueden ver varios tipos de embarcaciones y otros artículos que hacen referencia a la historia y la cultura de las islas Yaeyama. Es famoso por ser el museo más meridional de Japón.
Fuzaki Kannon Do es un pequeño santuario sintoísta que data de 1742. Se encuentra a 5 km (3,1 mi) al oeste de la ciudad, en una colina que ofrece una vista panorámica de Ishigaki e Iriomote, la isla vecina. El santuario está dedicado a Kannon.
Tojinbaka es una tumba de estilo típico chino a unos 6 km al oeste de la ciudad, en la carretera de circunvalación. Aquí están enterrados 400 trabajadores chinos que murieron durante una rebelión en un barco que navegaba hacia América en 1852.

## Transporte
Aire: El terminal aéreo que sirve a la ciudad es el Nuevo Aeropuerto Ishigaki (新石垣空港) , también conocido como Painushima (南ぬ島石垣空港) , localizado en la costa este de la isla, este entró en reemplazo por el antiguo Aeropuerto Ishigaki el 7 de marzo de 2013.
Agua: La operación de Ferry entre Naha y Ishigaki se suspendió en junio de 2008, pero hay muchos que sirve para llevar turistas desde otros puntos.
Tierra: Bus AzumaBus es una empresa local que opera en toda la isla. Taxi los taxis están disponibles en el aeropuerto, en la terminal de ferry, y frente a algunos de los hoteles más grandes, para otras localidades, la mejor manera de conseguir uno es hacer una llamada al sistema de despacho de radio que la mayoría de las empresas tienen. Carros Hay muchas empresas de alquiler de coche en la isla y muchos hoteles ofrecen alquiler de coches a un precio con descuento, Bicicletas muchos hoteles ofrecen alquiler de bicicletas en alrededor de ¥ 500 por día. Las bicicletas se pueden tomar en la mayoría de los transbordadores a las islas a un precio adicional. Caminando por el tamaño la zona urbana de la ciudad se puede cubrir cómodamente a pie, pero se necesitará otro medio de transporte para el resto de la isla.

## Gastronomía
En Ishigaki se realiza el yaeyama soba. 